# Кто, если не мы (фильм, 1998)
«Кто, если не мы» — российский художественный фильм Валерия Приёмыхова.

## Сюжет
Мечтающие разбогатеть подростки Змей и Толясик грабят городской универмаг и в результате Толясик оказывается в колонии, Змея же, поскольку ему нет 14 лет, исключают из школы.
У Змея два варианта: либо школа-интернат для «трудных подростков», либо платный лицей. За лицей его мать-одиночка платить не в состоянии, но Змей и слышать ничего не хочет про школу «для трудных». Он начинает просить милостыню, играя на гармони. Выручкой расплачивается за учёбу в лицее. Но в лицее, среди «мажоров», Змей — изгой. Узнавший по-настоящему, что такое одиночество, Змей случайно знакомится с Геннадием, заступившимся за него перед бомжами, — таким же, как и он, одиноким и «трудным», только уже очень давно не подростком, уволенным из милиции за сложный характер. Они начинают дружить.

## В ролях
- Евгений Крайнов — Коля Змейков (Змей)
- Артур Смольянинов — Толя Андреев (Толясик)
- Валерий Приёмыхов — Геннадий Самохин
- Татьяна Яковенко — мама Змея
- Ляна Ильницкая — Ирочка
- Татьяна Догилева — глава родительского комитета
- Альберт Филозов — классный руководитель Анатолий Игнатьич
- Екатерина Васильева — мама на родительском собрании
- Алексей Панин — милиционер
- Николай Чиндяйкин — начальник колонии
- Иван Охлобыстин — патологоанатом
- Оксана Охлобыстина — сестра Толясика
- Надежда Маркина — мама Толясика
- Филимон Сергеев — бомж
- Семён Фурман — отец Жирова

## Съёмочная группа
- Автор сценария: Валерий Приёмыхов
- Режиссёр: Валерий Приёмыхов (в титрах указан Александр Богун)
- Оператор: Александр Носовский
- Художники-постановщики: Владимир Кирс, Михаил Нижинский
- Композитор: Владимир Мартынов
- Исполнительный продюсер: Галина Шадур
- Продюсер: Карен Шахназаров

## Технические данные
Продолжительность: 89 минут

## Фестивали и награды
- 1998 — МКФ детских фильмов в «Артеке» — приз «Лучший актер-подросток» (Артур Смольянинов)
- 1999 — МКФ в Берлине — участие в Программе «Kinderfilmfest» (Валерий Приемыхов)
- 1999 — МКФ в Таормине — специальный приз жюри (Валерий Приемыхов)
- 1999 — ОРКФ «Кинотавр» в Сочи — приз Президентского совета фестиваля (Валерий Приемыхов)
- 1999 — Премия «Ника» — приз за лучшую сценарную работу (Валерий Приемыхов)[1]

## Музыка в фильме
Музыку к фильму написал композитор Владимир Мартынов. Кроме того, в фильме звучат песни Юрия Шевчука и группы «ДДТ» («Рождённый в СССР», «Что такое осень», «Метель»), а также произведения Т. Альбинони, Х. Кузняка и В. Вишнякова.